# Fiat 127
Fiat 127 er en personbil fremstillet af den italienske bilfabrikant Fiat mellem 1971 og 1987.
Den blev introduceret i april 1971. Den delte det meste af teknikken med den større Fiat 128. 127'eren blev valgt til Årets bil 1972. Bilen blev først bygget som sedan, men efter et år kom der også en hatchbackudgave med større bagklap. I 1976 kom Fiat 127 Special, som havde ændret kølergitter og interiør. I sommeren 1977 fik bilen et facelift med modificeringer udvendigt og flere motoralternativer. I 1981 kom endnu et facelift og femtrins gearkasse.
127 var Europas bedst sælgende bil i flere år i 1970'erne, og Fiat byggede 3.779.086 eksemplarer i Italien frem til 1987.
Bilen blev også bygget i Spanien som SEAT 127, herunder en 4-dørs. Efter faceliftet i 1981 blev den omdøbt til SEAT Fura. SEAT udviklede også en femdørs udgave, som senere også blev bygget i Italien (som Fiat).
Fra 1974 blev bilen også bygget i Brasilien som Fiat 147. Der blev sedanmodellen Fiat Oggi med større bagagerum og stationcaren Fiat Panorama. Sidstnævnte solgtes også af Fiat i Europa. Fiat i Brasilien udviklede også den mere moderne motor med overliggende knastaksel.

## Versioner
| Model   | Modelår | Motor                    | Slagvolume | Effekt | Motortype                               |
| ------- | ------- | ------------------------ | ---------- | ------ | --------------------------------------- |
| Special | 1971−87 | 4-cyl. rækkemotor (OHV)  | 903 cm³    | 47 hk  | Benzinmotor med karburator              |
| Super   | 1977−87 | 4-cyl. rækkemotor (SOHC) | 1.049 cm³  | 48 hk  | Benzinmotor med karburator              |
| Sport   | 1977−80 | 4-cyl. rækkemotor (SOHC) | 1.049 cm³  | 70 hk  | Benzinmotor med karburator              |
| Sport   | 1981−87 | 4-cyl. rækkemotor (SOHC) | 1.301 cm³  | 75 hk  | Benzinmotor med karburator              |
| Diesel  | 1977−87 | 4-cyl. rækkemotor (SOHC) | 1.301 cm³  | 45 hk  | Dieselmotor med indirekte indsprøjtning |